# Иезуаты блаженного Иеронима
Иезуаты блаженного Иеронима, также Слуги Иисуса, Конгрегация апостольских клириков блаженного Иеронима — члены духовного католического сообщества которое старалось вести образ жизни, приближённый к образцу служения, оставленному ранними апостолами. Изначально, исходя из жития отца основателя, святого Джованни Коломбини, это было нищенствующее (см. нищенствующий орден) и отчасти дурашливое товарищество, практиковавшее самоуничижение, равенство, общность имущества, раздачу милостыни и проповедовавшее покаяние в грехах. Члены общества также работали в госпиталях и осуществляли уход за больными (в том числе во время эпидемий чумы), оказывали помощь в погребении умерших. Иезуаты распространились не только в Италии, но и в Южной Франции (Тулуза).
Братство было основано в 1360 году довольно прижимистым сиенским купцом Джованни Коломбини, оказавшимся под невероятно сильным влиянием житийной литературы, перевернувшим весь образ его жизни и мышления. Как монашествующий орден братство было утверждено уже гораздо позднее папой Урбаном V в год смерти Джованни Коломбини 1367, и незадолго до его смерти (31 июля). Первоначальные слегка видоизменённые правила бенедиктинского устава были впоследствии заменены правилами ордена августинцев.
Братство отличалось суровой аскетичной жизнью и требовало себе людей под стать. Соответственно существовал и механизм отбора подходящих кандидатов. Длительное время в ранней истории братства в него было очень сложно попасть из-за очень жёстких отборочных испытаний, выпадавших на долю кандидатов. Так что один из братьев (сын некоего Никколо ди Нердуза) даже сказал впоследствии, что ему было-бы проще умереть, чем перенести испытание (глава 9-я жития). С 1606 года, спустя 239 лет с момента основания ордена, в члены конгрегации стали приниматься священники.
Спустя некоторое время братия ордена отошла от той ужасной жизни в нищете и аскезе, которую некогда практиковали его отцы-основатели и часто занималась производством коньяка и аптечным бизнесом. По тем или иным причинам в итоге орден заметно разбогател. В 1668 году, практически едва отметив свой трёхсотлетний юбилей, орден был упразднён указом папы Климента IX, поскольку Венецианская республика пожелала воспользоваться обширными богатствами ордена для продолжения войны с турками. Но так как нельзя было просто так прийти и забрать деньги из казны, то официальной причиной роспуска ордена стали преобладающие в нём мирские тенденции и уход от изначально принятого устава.

### Женская ветвь ордена
Орден (Иезуатинок, или Сестёр Посещения праведной Елисаветы Пресвятой Девой Марией) был основан в 1367 году родственницей Коломбини Екатериной (ум. 20 октября 1387) и просуществовал до 1872 года, когда большинство общин были упразднены по причинам своей малочисленности. При этом женская ветвь ордена лучше сохранила изначальный дух братства, чем мужская. Последняя женская община в Лукке была закрыта в 1954 году.